# Cima Vezzena
La cima Vezzena (1.908 m s.l.m. - detta anche Pizzo di Levico, Spitz Verle o Spitz Leve in cimbro) è una montagna del comune di Levico Terme nel Gruppo degli Altipiani, in Trentino. Sulla sua sommità si trova il forte Vezzena.

## Caratteristiche

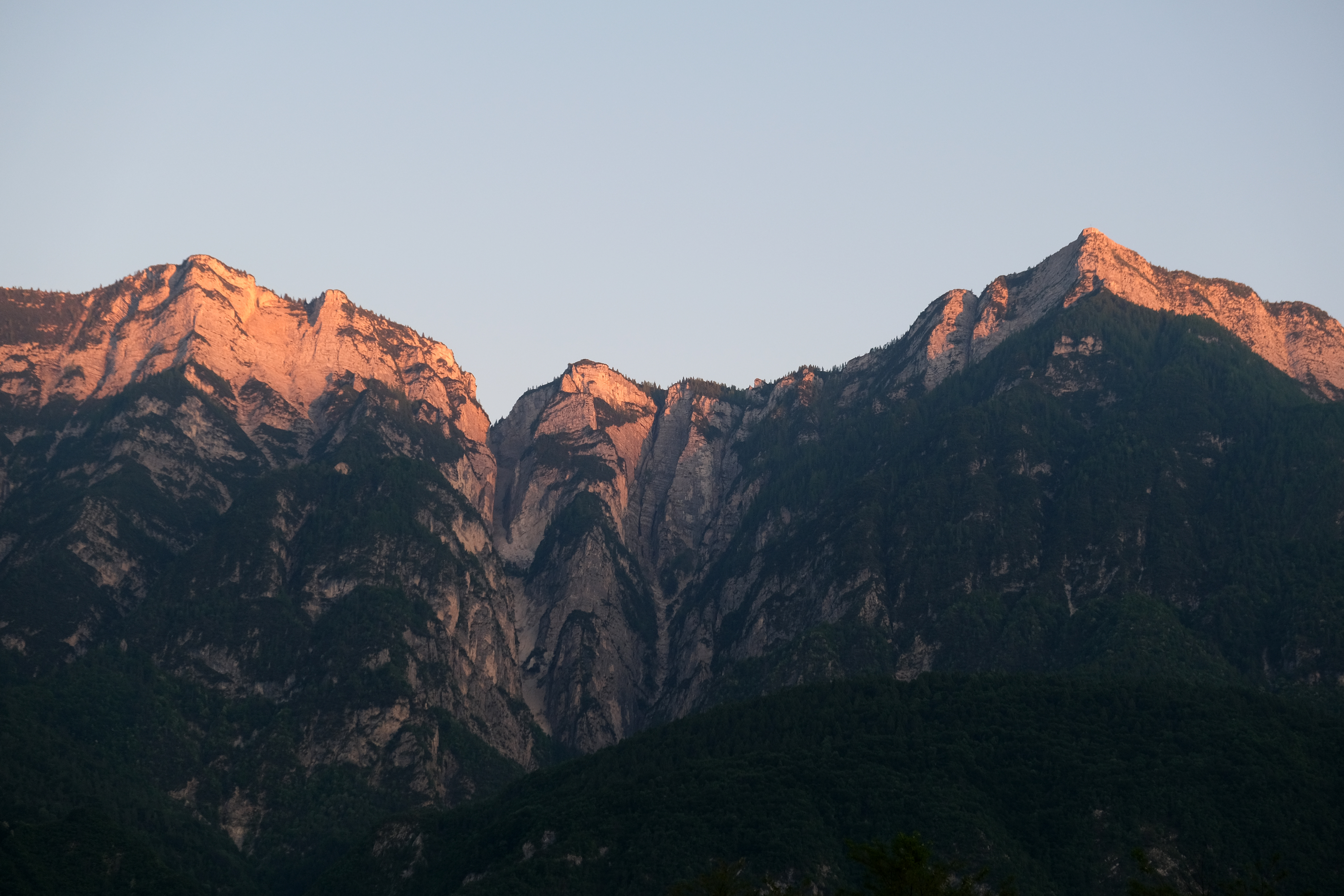
La cima vista dal Levico Terme

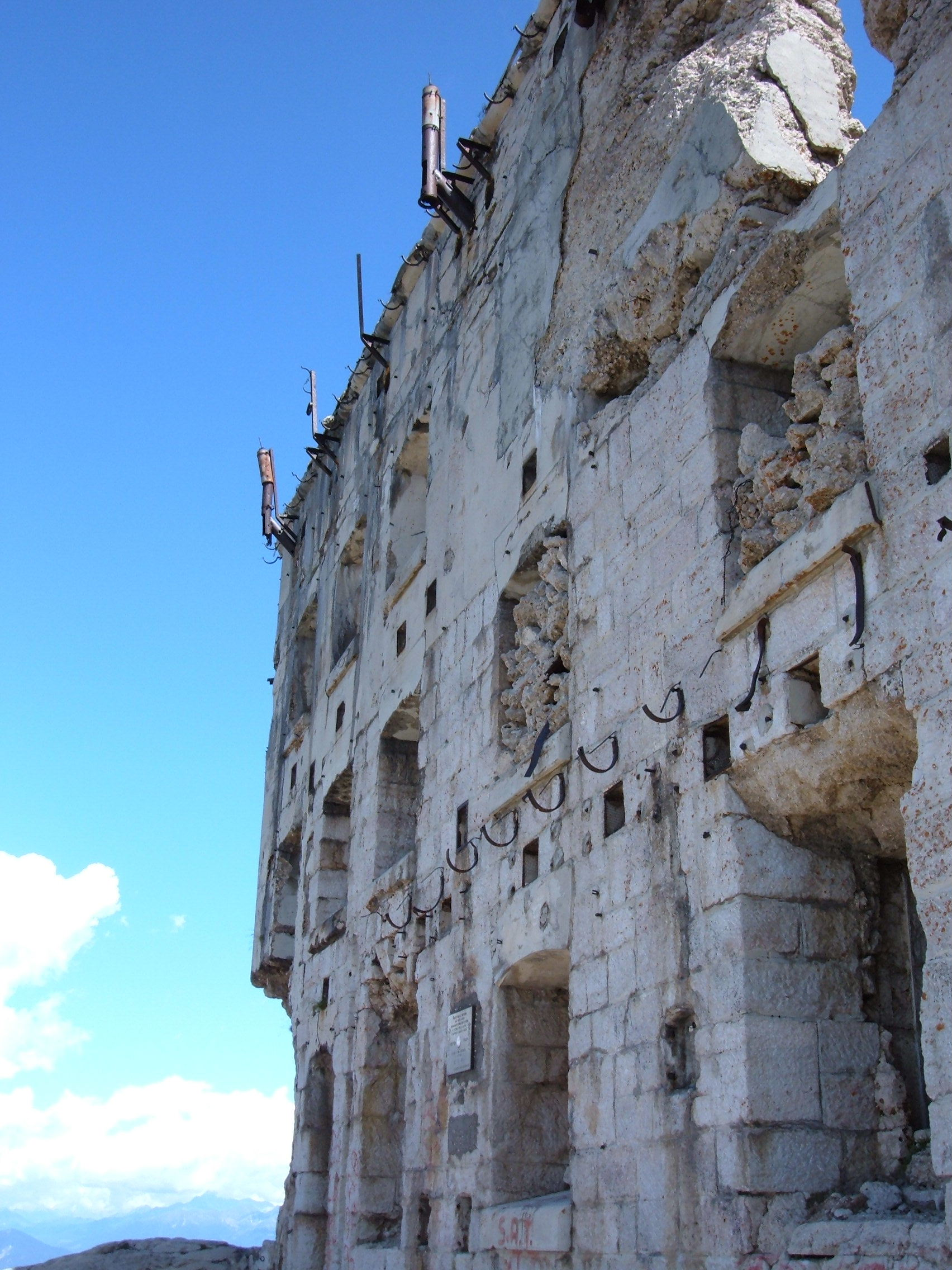
Facciata del forte Vezzena

La montagna si eleva a nord rispetto alla Piana di Vezzena. Sulla vetta si trovano i resti dell'ex forte Vezzena, parzialmente restaurato nel 2016, con la sistemazione di una recinzione per impedire l'accesso alla parte interna della struttura.

## Vie d'accesso
Si può salire sulla vetta partendo dal passo Vezzena e passando dal forte Verle e proseguendo a piedi lungo la vecchia strada carreggiabile oppure mediante il sentiero n. 205.